# 江味農
江味農（1872年—1938年），譜名忠業，名杜，字味農，以字行。號定翁，法名妙熙、勝觀。江蘇金陵人。民初知名佛教居士，出入禪宗、蓮宗、密宗。
幼時讀儒家經典，曾中孝廉。1918年開始研習佛法，聽諦閑法師講經。曾赴日本學東密，歸國後隨白普仁喇嘛在滬、杭、湘、鄂等地弘揚藏密。1931年任上海省心蓮社社長，常在社中講經，一生學般若法門，志在往生淨土，著有：論文《金剛經》校勘記、《金剛經講義》印行。

## 註腳
1. ↑  江味農. . 第四十九期. 2009年.